# Notsodipus
Notsodipus là một chi nhện trong họ Lamponidae.